# 丸山雅夫
丸山 雅夫（まるやま まさお、1951年11月9日 - ）は、日本の法学者（刑法、少年法）。南山大学名誉教授。

## 略歴
- 1971年　長野県松本深志高等学校卒業[要出典]
- 1975年　上智大学法学部法律学科卒業 [1]
- 1977年　上智大学大学院法学研究科修士課程修了（法学修士）[要出典]
- 1980年　上智大学大学院法学研究科博士課程単位取得満期退学[要出典]
- 1980年　ノートルダム清心女子大学専任講師・助手[1]
- 1985年　小樽商科大学助教授[1]
- 1991年　『結果的加重犯論』(成文堂、1990年)で、上智大学より法学博士（乙第69号）の学位を取得[要出典]
- 1991年　南山大学法学部助教授[1]
- 1993年　南山大学法学部教授[1]
- 1993年　南山大学学長補佐(ー1995年)[要出典]
- 1995年　カナダ、ブリティッシュ・コロンビア大学客員研究員(ー1996年)[要出典]
- 1997年　学校法人南山学園理事長補佐(－2000年)[要出典]
- 2000年　学校法人南山学園理事(ー2022年)[要出典]
- 2002年　南山大学副学長(ー2008年)[要出典]
- 2004年　南山大学大学院法務研究科教授[要出典]
- 2008年　南山大学社会倫理研究所長(ー2018年)[要出典]
- 2011年　弁護士登録(愛知県弁護士会、ー2017年)[要出典]
- 2018年　弁護士登録(愛知県弁護士会、ー2017年)[要出典]南山大学大学院法学研究科教授(法務研究科併任)
- 2022年　南山大学定年退職、南山大学名誉教授[2]

## 社会的活動
- 名古屋大学医学部附属病院臨床受託研究審査委員会委員（1998年 - 2002年）
- 名古屋弁護士会綱紀委員会委員（2004年 - 2006年）
- 司法試験（第二次試験）考査委員（2004年、2005年)
- 法制審議会少年法（触法少年事件・保護処分関係）部会委員（2004年 - 2005年）
- 独立行政法人大学評価・学位授与機構法科大学院認証評価委員会専門委員（2006年 - 2014年）
- 法制審議会少年法（犯罪被害者関係）部会委員（2007年 - 2008年）
- 愛知県弁護士会綱紀委員会委員（2008年 - 2011年）
- 独立行政法人国立病院機構東尾張病院受託研究審査委員会委員・倫理委員会委員（2008年 - 2022年）
- 名古屋大学医学部附属病院生命倫理審査委員会臨床介入研究専門審査委員会委員（2011年 - ）
- 名古屋刑務所視察委員会委員（副委員長）（2016年 - 2021年）
- 名古屋大学医学部附属病院臨床研究審査委員会委員（2018年 - ）

## 主要著書
- 『結果的加重犯論』(成文堂、1990年 ISBN 9784792312138)
- 『ケーススタディ刑法』(日本評論社、1997年、2004年［第2版］、2011年［第3版］、2015年［第4版］ISBN 978-4535519978、2019年［第5版］ISBN 978-4535524125、井田良と共著)
- 『カナダの少年司法』(成文堂、2006年 ISBN 9784792317140)
- 『少年法講義』(成文堂、2010年、2012年［第2版］、2016年［第3版］ISBN 	978-4-535-52111-7、2022年［第4版］)
- 『ブリッジブック 少年法入門』(信山社、2013年 ISBN 9784797223446)
- 『刑法の論点と解釈』(成文堂、2014年 ISBN 978-4-7923-5133-5)
- 『少年法の理論と実務』（日本評論社、2022年 ISBN 978-4-535-52622-8）
- 『ロボトミー手術を知っていますか　精神科医療の闇』（文芸社、2024年 ISBN 978-4286254913）